# Fejervarya granosa
Fejervarya granosa är en groddjursart som beskrevs av Kuramoto, Joshy, Kurabayashi och Sumida 2007. Fejervarya granosa ingår i släktet Fejervarya och familjen Dicroglossidae. Inga underarter finns listade i Catalogue of Life.